# Schedulering

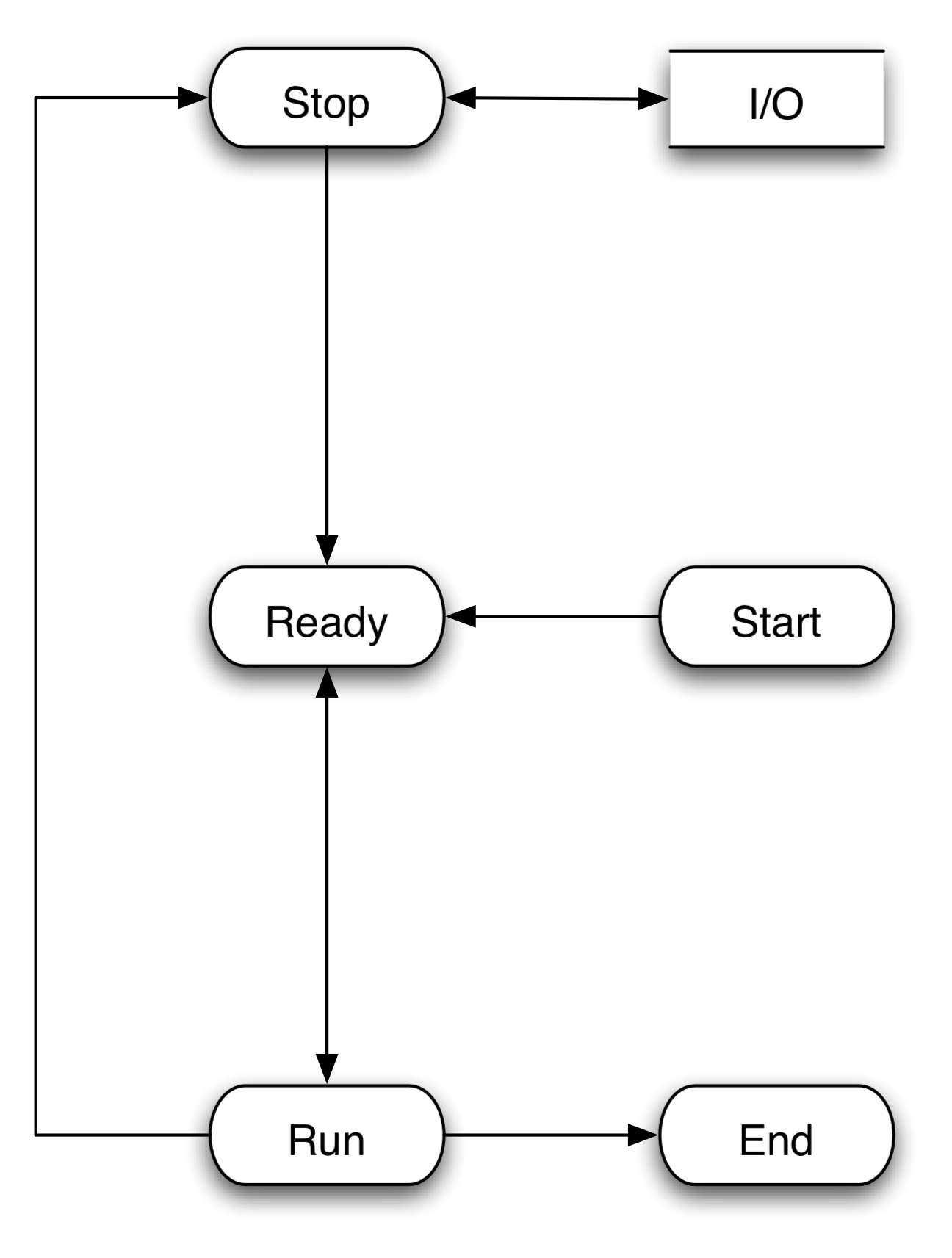

Schedulering innebär att schemalägga de uppgifter en dator ska utföra. En av operativsystemets viktigaste uppgifter är att fördela arbetet mellan olika processer, vilket sker automatiskt utifrån olika algoritmer. Schedulering kan också syfta på de arbeten som en användare schemalägger för datorn att utföra. 